# Jongerenbijbel
De Jongerenbijbel is een op jongeren gerichte uitgave van de Nieuwe Bijbelvertaling (NBV), en werd in 2006 uitgebracht. De uitgave is ontstaan uit een samenwerking van het Nederlands Bijbelgenootschap en de jongerenafdeling van de Evangelische Omroep, en is samengesteld door Frank van der Velde, Wim Grandia en Bert de Jong. Het doel was om de Bijbel toegankelijker te maken voor jongeren door het bieden van achtergronden, woordenlijsten en extra toelichting. De Jongerenbijbel heeft tevens een verwisselbare omslag, zodat jongeren zelf hun favoriete voor- en achterkant kunnen kiezen of maken.
Er is vanaf 2003 aan de Jongerenbijbel gewerkt. Oorspronkelijk zou de Jongerenbijbel al in 2005 op de EO-Jongerendag verschijnen. Uiteindelijk is de Jongerenbijbel op de EO-Jongerendag in 2006 uitgekomen. De eerste exemplaren werden in ontvangst genomen door diverse vertegenwoordigers van politieke partijen, waaronder Jan Peter Balkenende, André Rouvoet en Femke Halsema.
Verschillende christelijke jongerenorganisaties, kerkelijke organisaties en jeugdkerken, een aantal theologen en een groep jongeren waren betrokken bij dit project.

## Extra toevoegingen
- Rubrieken met uitleg
- Bijschrijfruimte voor aantekeningen
- Inleidingen op de Bijbelboeken
- Themapagina's per Bijbelboek
- Een uitgebreide woordenlijst
- Achtergrondinformatie
- Kaarten en plattegronden